# Фридрих Хайнрих (Бранденбург-Швет)
Фридрих Хайнрих фон Бранденбург-Швет (на немски: Friedrich Heinrich von Brandenburg-Schwedt; Der Schlimme Markgraf; Prädikat Königliche Hoheit; * 21 август 1709, Швет на Одер; † 12 декември 1788, Швет, Бранденбург) от династията Хоенцолерн, по рождение пруски принц с предикат Кралско величие, е от 1771 г. последният маркграф на Бранденбург-Швет. Неговите множество любовни афери му носят името „Der Schlimme Markgraf“.

## Биография
Той е вторият (петото дете) син на маркграф Филип Вилхелм фон Бранденбург-Швет (1669 – 1711) и съпругата му принцеса Йохана Шарлота фон Анхалт-Десау (1682 – 1750). Баща му е по-малък полубрат на пруския крал Фридрих I.
По-големият му брат Фридрих Вилхелм (1700 – 1771), маркграф на Бранденбург-Швет, се жени през 1734 г. за принцеса София Доротея Мария Пруска (1719 – 1765), сестра на крал Фридрих II, дъщеря на пруския крал Фридрих Вилхелм I (1688 – 1740) и София Доротея фон Брауншвайг-Люнебург (1687 – 1757).
След смъртта на баща му Фридрих Хайнрих е възпитаван от майка му под опекунството на чичо му Фридрих I, след това на братовчед му Фридрих Вилхелм I. Принцът не показва интерес към военната кариера. През 1733 г. кралят се ядосва и го затваря за няколко седмици. Фридрих Велики не го цени и не го използва за военни цели.
Фридрих Хайнрих е женен от 1739 г. с братовчедката си Леополдина Мария фон Анхалт-Десау. След раждането на двете им дъщери отношенията им се развалят и се оплаква на Фридрих Велики, който я изгонва през 1751 г. в Колобжег, където тя трябва да остане до края на живота си.
От 1740 г. маркграфът е член на масонската ложа в Берлин. През 1755 г. той купува „принцеския дворец“ в Берлин. Между 1748 и 1765 г. участва в няколко събирания на Кралската академия на науките в Берлин. Той има дългогодишен контакт с математика Леонард Ойлер.
През 1771 г. умира брат му Фридрих Вилхелм и той наследява управлението на Швет-Вилденбрух. Като маркграф на Бранденбург-Швет помага на изкуството и науките. Той основава дворцов театър в построена затова от него сграда. Отпуска университетска стипендия с капитал от 2000 имперски талера в злато.
От 1778 до 1780 г. той построява малкият дворец Монплезир. На 75 години през 1784 г. той се жени (Mariage de conscience) за своята метреса, артистката Мария Магдалена Шарлота Карл, родена Краман (1763 – 1838). Това става със съгласието на крал Фридрих Вилхелм II от Прусия и го моли да я направи баронеса фон Щолтценберг. Тя получава и финанси. Преди брака роденият им син Фридрих получава през 1786 г. от пруския крал Фридрих Вилхелм II титлата фрайхер фон Щолтценберг.
Фридрих Хайнрих фон Бранденбург-Швет умира на 79 години на 12 декември 1788 г. в Швет и е погребан в Берлинската катедрала. Със смъртта му пруската странична линия Швет изчезва по мъжка линия и маркграфството отива обратно на короната. Дъщерите му получават пари. Вдовицата му Шарлота фрайфрау фон Щолтценберг, се омъжва за лесничея Адолф Юли с Лауер (1755 – 1831), който става пруски военен съветник на Магдебург и от 1790 г. фрайхер Лауер фон Мюнхофен. Тя купува през 1793 г. дворец Плауе за 76 000 талера.

## Фамилия
Първи брак: на 13 февруари 1739 г. в Десау с братовчедката си принцеса Леополдина Мария фон Анхалт-Десау (* 12 декември 1716, Ораниенбаум/Десау; † 27 януари 1782, Колберг/Колобжег, Полша), дъщеря на пруския генерал-фелдмаршал княз Леополд I фон Анхалт-Десау (1676 – 1747) и съпругата му аптекарската дъщеря Анна Луиза Фьозе (1677 – 1754). По заповед на пруския крал Фридрих II Леополдина Мария фон Анхалт-Десау е заточена през 1751 г. в Колберг. Нейният дворец в Швет е използван след 1788 г. като лятна резиденция. Те имат две дъщери:
- Фридерика Шарлота фон Бранденбург-Швет (* 18 август 1745, Берлин; † 23 януари 1808, Херфорд), последната княжеска абатиса на Херфорд (1764 – 1802)
- Луиза фон Бранденбург-Швет (* 10 август 1750, Берлин; † 21 декември 1811, Десау), омъжена на 25 юли 1767 г. в дворец Шарлотенбург, Берлин за братовчед си принц Леополд III фон Анхалт-Десау (* 10 август 1740, Десау; † 9 август 1817, Луизиум, Десау), княз (1751 – 1817)

Втори брак: през 1784 г. с метресата му артистката Мария Магдалена Краман (* 1763, Гота; † 3 март 1838, дворец Плауе), направена фрайфрау фон Щолценберг, и има незаконните синове:
- Фридрих Карл фон Щолценберг (* 15 януари 1782; † 3 януари 1845), фрайхер, масон, основава рода на Фрайхерен фон Щолтценберг, женен на 15 март 1811 г. за Тереза Дуфур (* 4 февруари 1786; † 25 юни 1869, Нойвид)
- Хайнрих Карл фон Щолценберг (* 1785; † 10 август 1786, Швет)

От извънбрачна връзка Хайнрих Фридрих фон Бранденбург-Швет има незаконен син:
- Фридрих Вилхем фон Вилденбрух